# Нортъмбърланд (Пенсилвания)
Нортъмбърланд (на английски: Northumberland) е град в североизточната част на Съединените американски щати, част от окръг Нортъмбърланд в щата Пенсилвания. Населението му е около 3 800 души (2010).
Разположен е на 252 метра надморска височина в Апалачите, на левия бряг на река Съскуехана и на 68 километра северно от Харисбърг. Селището е основано през 1772 година върху земи, купени от ирокезите, а в края на века там прекарва последното десетилетие от живота си известният химик и философ Джоузеф Пристли.

## Известни личности
Починали в Нортъмбърланд
- Джоузеф Пристли (1733 – 1804), химик и философ